# Andrena pachucensis
Andrena pachucensis är en biart som beskrevs av Donovan 1977. Andrena pachucensis ingår i släktet sandbin, och familjen grävbin. Inga underarter finns listade i Catalogue of Life.